# Ercole al bivio (Annibale Carracci)
Ercole al bivio è un dipinto realizzato, tra il 1595 e 1596 circa, da Annibale Carracci.

## Storia
La tela venne eseguita in occasione della decorazione di un ambiente di Palazzo Farnese a Roma, il Camerino di Odoardo, decorazione che costituì uno dei primi lavori di Annibale Carracci al servizio del cardinale.
L'Ercole al Bivio era originariamente collocato al centro della volta del Camerino e costituiva il punto culminante della decorazione della sala, realizzata, per il resto, ad affresco. Il ciclo decorativo, raffigurante le Storie di Ercole ed altri eroi, il cui ideatore è l'umanista Fulvio Orsini, è dedicato alla celebrazione della virtù e alla sua vittoria sul vizio.
L'opera è oggetto di una accurata ed elogiativa descrizione, una vera e propria ekphrasis, da parte di Giovan Pietro Bellori nel capitolo dedicato ad Annibale Carracci nelle sue Vite (1672).
Nel Seicento il dipinto fu rimosso dalla sua collocazione originaria (dove fu sostituito da una modesta copia) e fu inviato a Parma. Nel Settecento, come tanta parte delle straordinarie raccolte di opere d'arte dei Farnese, giunse a Napoli, dove tuttora è conservato nel Museo nazionale di Capodimonte.

## Significato iconografico e descrizione

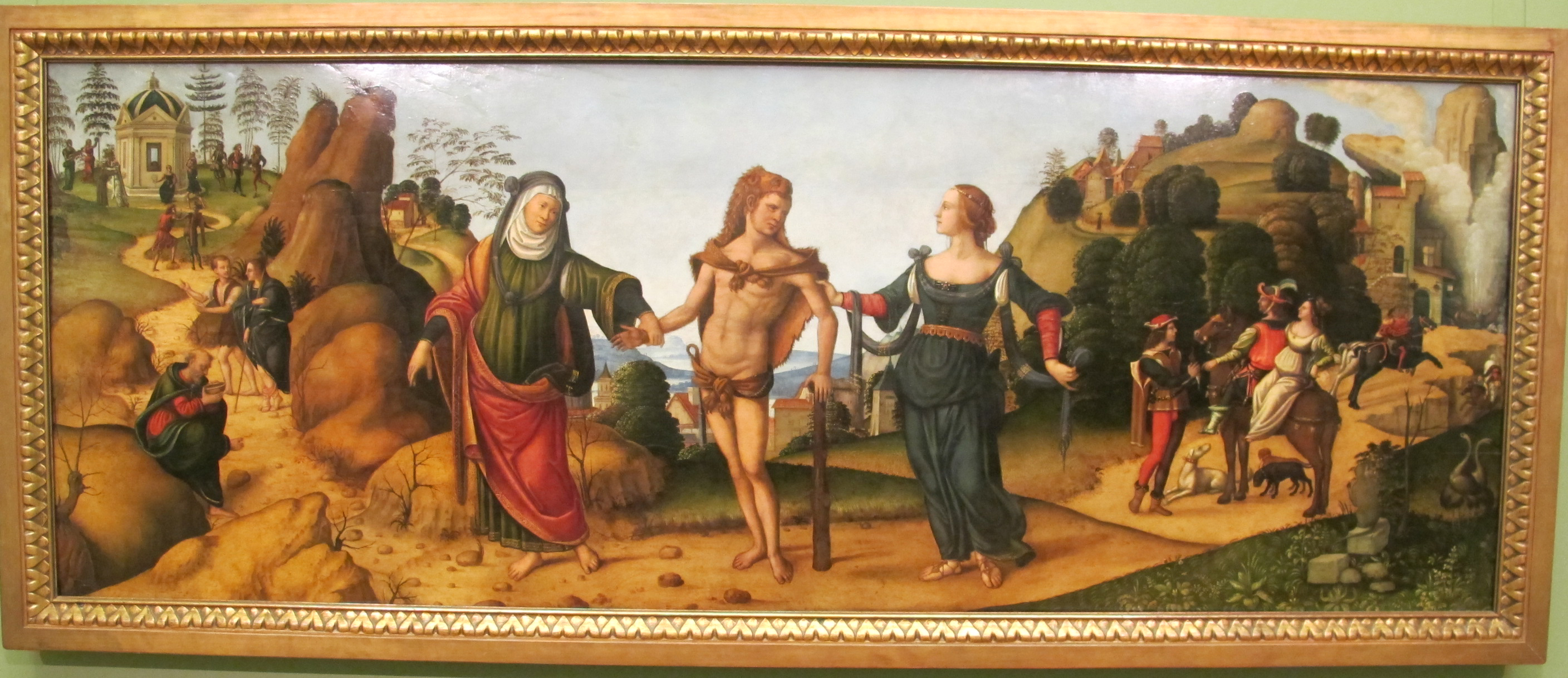
Niccolò Soggi, Ercole al bivio, XVI secolo. Uno dei vari precedenti rinascimentali di traduzione pittorica della favola filosofica di Prodico di Ceo.

Il tema iconografico della scena principale del ciclo del Camerino, per l'appunto l'Ercole al bivio, di cui si rinvengono molti esempi già in epoca rinascimentale, deriva da una favola del filosofo greco Prodico di Ceo, vissuto tra il V e il IV secolo a.C., giuntaci attraverso il racconto di Senofonte, riportato nei Memorabilia.
Nella favola di Prodico, ad un adolescente Ercole, mentre un giorno era seduto chiedendosi se dedicare la sua vita alla virtù o al piacere, appaiono due donne, la prima delle quali si presenta come la Virtù e l'altra come la Felicità (o, per chi le è ostile, come la Depravazione), ognuna delle quali espone al giovane eroe i vantaggi dell'una e dell'altra scelta di vita, tentando di convincerlo a seguire la strada che ciascuna di esse personifica.

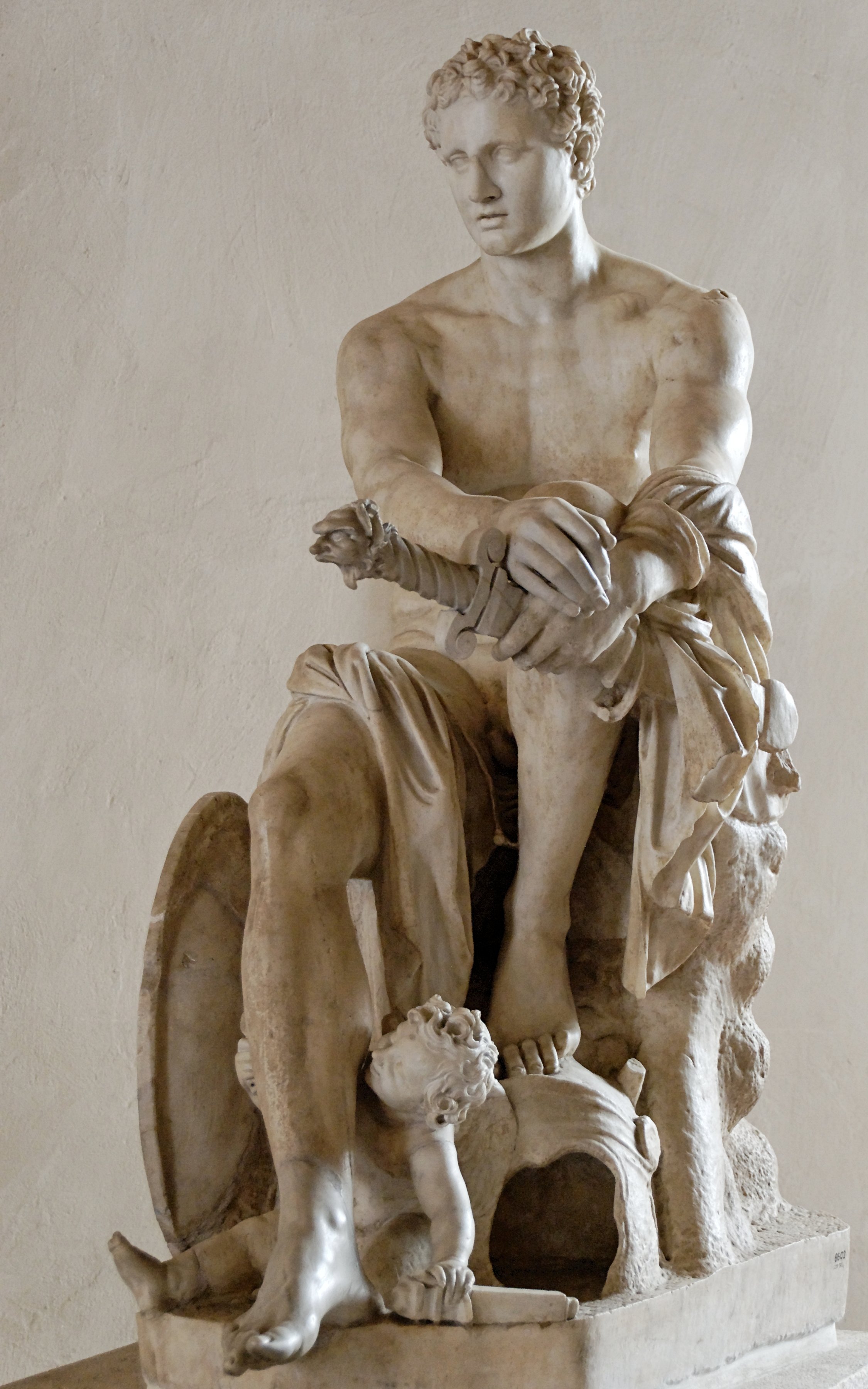
Ares Ludovisi, copia di età antonina di un originale ellenistico. La scultura è tra i riferimenti antichi utilizzati da Annibale Carracci per il suo Ercole.

Nella tela di Annibale, riprendendo questo antico apologo, il giovane Ercole - in cui deve individuarsi lo stesso Odoardo Farnese - è, raffigurato tra due figure femminili, personificazioni allegoriche, l'una (alla destra dell'eroe), della Virtù e l'altra (alla sua sinistra), della Voluttà (così la denomina Bellori).
La prima è severamente abbigliata e, mentre imbraccia un parazonio, indica ad Ercole un'ardua salita - appunto il faticoso cammino della virtù - al termine della quale vi è Pegaso, a sua volta simbolo di virtù e mezzo di ascensione al cielo, ma anche impresa dei Farnese.
Ai suoi piedi vi è un poeta coronato d'alloro, pronto a declamare le gesta dell'eroe se questi sceglierà la giusta direzione.
La Voluttà, invece, è seminuda, succintamente coperta di veli quasi trasparenti. Essa mostra ad Ercole-Odoardo un cammino piano e fiorito, dove compaiono strumenti musicali e spartiti, carte da gioco e maschere teatrali, allusivi ai piaceri della vita, ma anche all'ingannevolezza (le maschere) di queste vacue occupazioni.
Il giovane eroe sembra indeciso su quale strada scegliere, ma il suo sguardo in tralice si dirige verso la Virtù, lasciando intendere che alla fine sarà questa la via su cui si incamminerà.

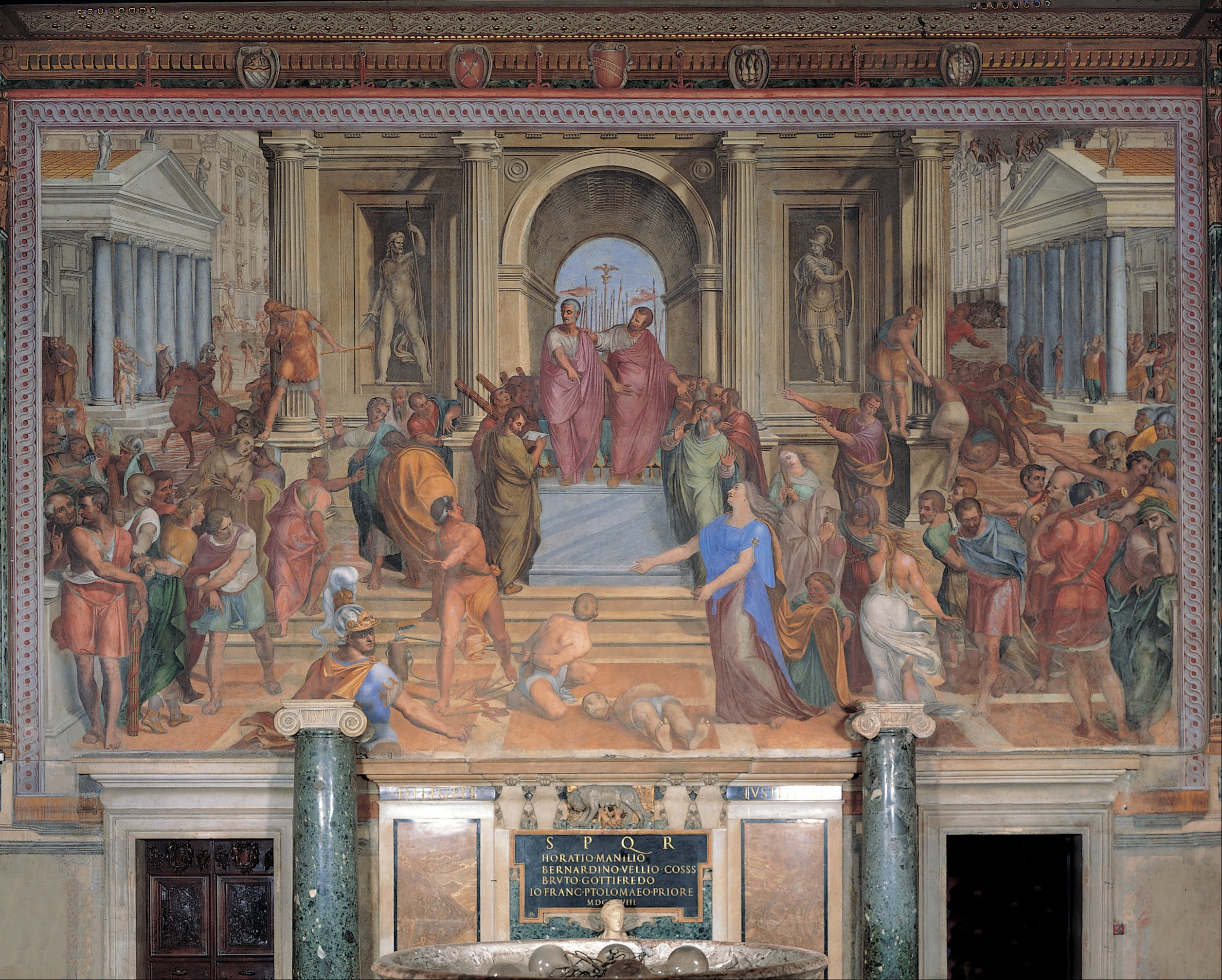
Tommaso Laureti, Giustizia di Bruto, ante 1594, Roma, Palazzo dei Conservatori

Stilisticamente l'opera riflette il momento di transizione della pittura di Annibale, causato dall'arrivo a Roma. Infatti, le figure di Ercole, della Virtù e del poeta, con la loro solidità scultorea, manifestano già il recepimento di un influsso classico e sono probabilmente il frutto delle prime riflessioni del pittore sulla statuaria antica (il poeta ricorda una divinità fluviale, la Virtù una dea olimpica ed Ercole rimanda a celebri sculture come l'Ercole Farnese, il Laocoonte e l'Ares Ludovisi), viceversa la sinuosa e sensuale Voluttà sembra ancora legata ad un modello veneziano, quantunque anche per questa figura sia stato proposto un precedente figurativo romano, individuato nella giovane donna vestita di bianco che compare (in basso sulla destra) nell'affresco di Tommaso Laureti, raffigurante la Giustizia di Bruto.
Come evidenziato da Erwin Panofsky, che al dipinto di Annibale ha dedicato una lunga analisi in un celebre saggio del 1930 (Hercules am Scheidewege und andere antike Bildstoff in der neueren Kunst, tradotto in italiano, nel 2013, con il titolo di Ercole al bivio), sul piano compositivo il dipinto del Camerino farnesiano deriva da un bellissimo rilievo romano di età augustea (copia di un originale greco) raffigurante Ercole tra le Esperidi, (il reperto fa parte della collezione di Villa Albani). La posizione assisa di Ercole e la sua nudità, la sua collocazione spaziale tra due figure femminili che si fronteggiano, la presenza dell'albero alle spalle dell'eroe, sono tutti elementi che si ritrovano nella tela di Annibale.
Panofsky, inoltre, mostra come l'Ercole al bivio di Annibale Carracci sia divenuto il riferimento canonico per la gran parte dei pittori che si sono successivamente cimentati con questo tema. La posizione seduta di Ercole, il gesto indicante della Virtù, le ingannevoli maschere ai piedi della Voluttà, sono elementi che da Annibale in poi diverranno frequentissimi nelle raffigurazioni della favola prodicea.